# Air Naval Gunfire Liaison Company

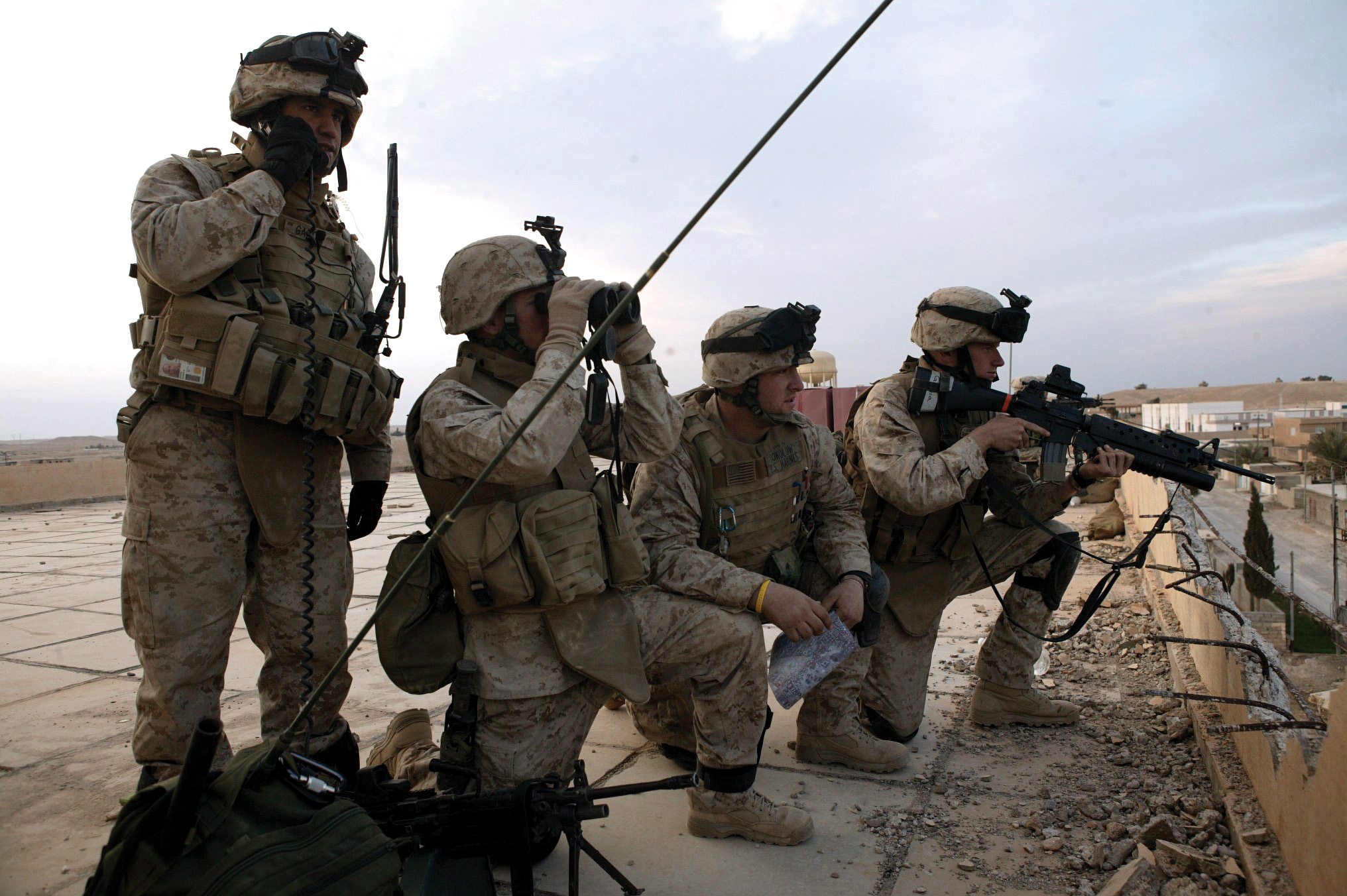
Una unidad de ANGLICO en Iraq.

ANGLICO (Air Naval Gunfire Liaison Company) se refiere a un conjunto de pequeñas unidades del Cuerpo de Marines de los Estados Unidos especializados en coordinar artillería, apoyo naval y el apoyo aéreo cercano (Close Air Support, CAS, en inglés) para el mismo cuerpo de marines, la marina, el ejército y para fuerzas aliadas. Además, ANGLICO sirve como unidad de enlace, proveyendo de capacidades a otras unidades que normalmente solo las tiene el Cuerpo de Marines. Estos pequeños equipos el conocimiento suficiente para dirigir y controlar el apoyo aéreo para las unidades del ejército norteamericano y las de los aliados que carezcan de esta capacidad. ANGLICO no solo puede controlar aviones estadounidenses, sino además viajan y entrenan con aviones extranjeros.
Mientras todos los servicios intentan evolucionar hacia este tipo de unidades, actualmente el Cuerpo de Marines y la Fuerza Aérea de los Estados Unidos pueden proveer las más avanzadas terminales de ataque en el campo de batalla. 
- Datos: Q4698110
- Multimedia: Air Naval Gunfire Liaison Companies / Q4698110